# 琴引浜鳴き砂文化館
琴引浜鳴き砂文化館（ことひきはまなきすなぶんかかん）は、京都府京丹後市網野町掛津にある博物館。鳴き砂の海岸として知られる琴引浜や、日本や世界各地の鳴き砂に関する展示を行っている。2002年（平成14年）10月20日に開館した。

## 特色

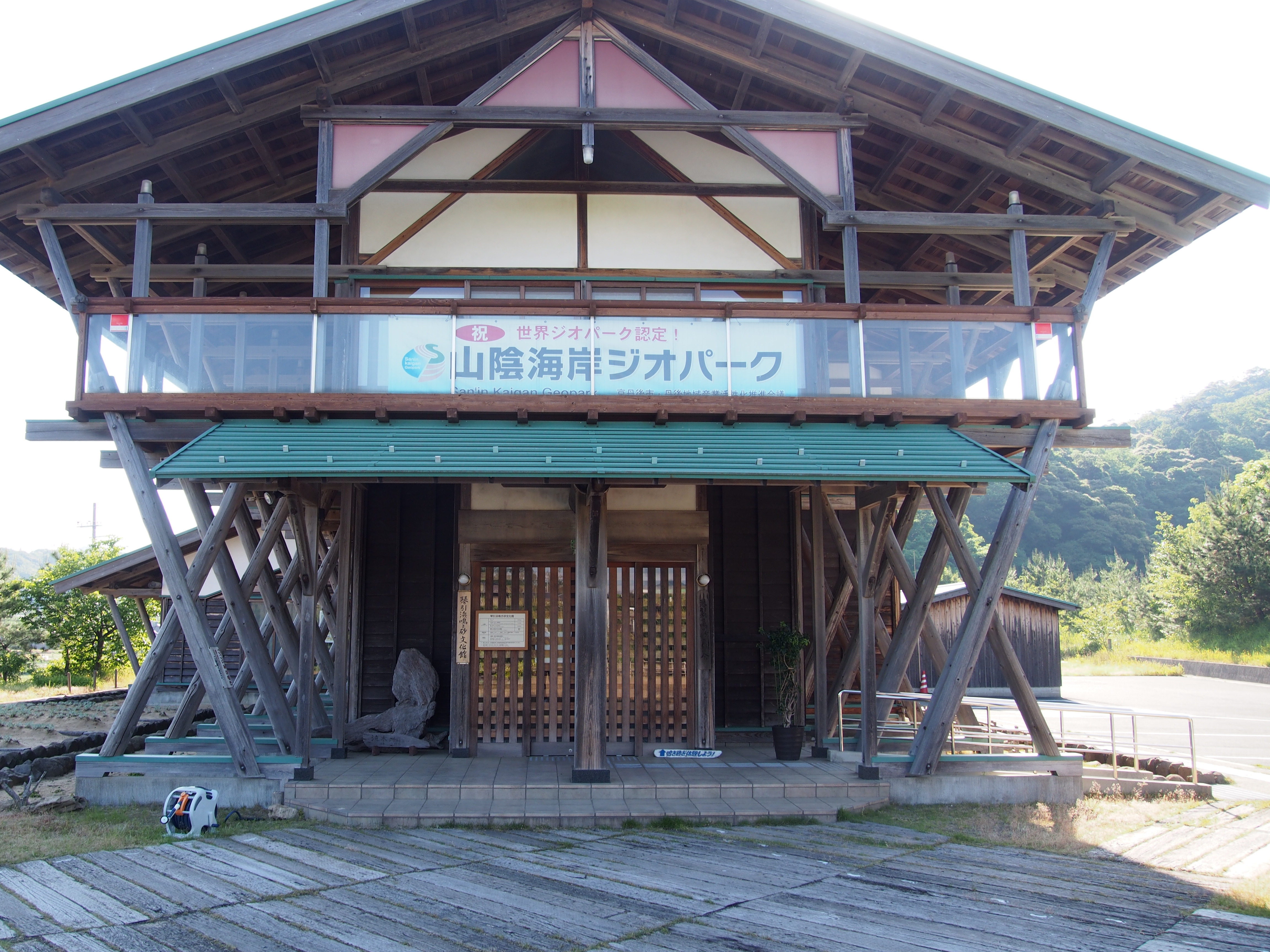
吉田桂二設計の建物

琴引浜の自然や歴史の紹介、日本や世界各地の鳴き砂の紹介などを行っている。世界で初めて鳴き砂を主題とした体験学習施設であるとされ、世界唯一の鳴き砂をテーマとした施設である。琴引浜では降雨後などで砂浜が湿っていると砂が鳴かないが、琴引浜鳴き砂文化館では常に鳴き砂の体験を行うことができる。
2002年度の入館者数は約6,000人。1994年（平成6年）から毎年琴引浜で開催されている環境イベント「はだしのコンサート」は、琴引浜鳴き砂文化館が窓口や問い合わせ先となっている。

### 建築
琴引浜から約800 m、国道178号沿いの丘陵地にある。木造2階建てであり、丸太が多用されている。敷地面積は約3,000 m2であり、延床面積は547.06 m2である。建物の設計は和風建築の第一人者である吉田桂二。公益財団法人日本ナショナルトラストが日本6番目のヘリテイジセンターとして建物を建設し、京丹後市が館内の展示や周辺整備などを行った。京丹後市網野町の掛津区が指定管理を行っていたが、2021年（令和3年）4月より琴引浜の鳴り砂を守る会が指定管理を行っている。

## 歴史

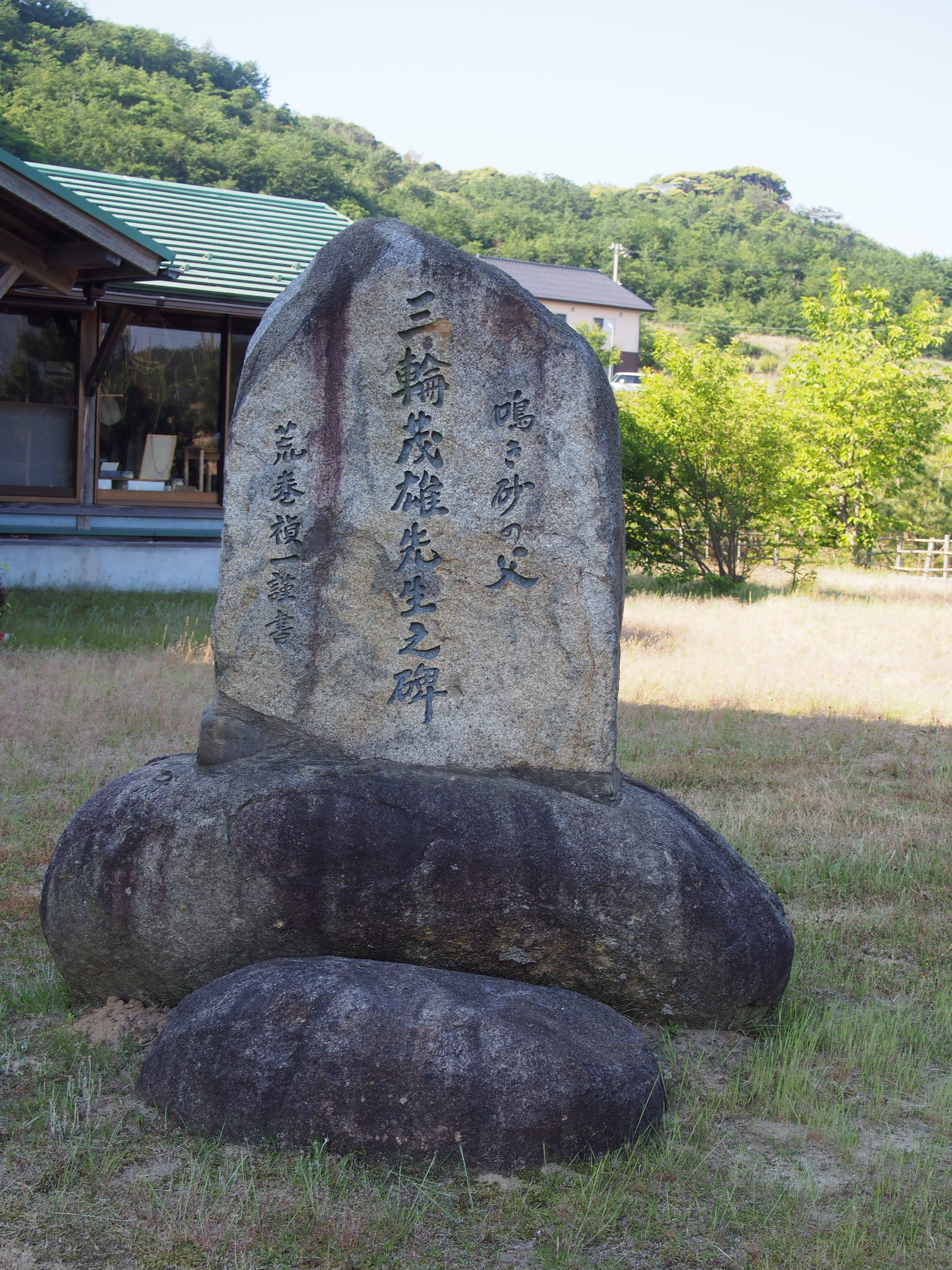
建物前にある「鳴き砂の父 三輪茂雄先生之碑」

### 三輪茂雄による構想
1971年（昭和46年）末、粉体工学の研究者である三輪茂雄は、網野町出身の学生から網野町にも鳴き砂があることを聞いた。1976年（昭和51年）には、琴引浜に遊歩道を建設する計画が新聞で報じられたため、三輪は網野町長に対して公開質問状を提出した。町長宛の質問状には、遊歩道を建設し海水浴客を誘致することで鳴き砂の環境が破壊されること、水路が変わり土砂が流入することなどを挙げ、網野町の鳴き砂を海岸全体を含めた天然記念物として保護して欲しい旨が書かれていた。必要ならば説明に赴くと書いたところ、町長から来て欲しいと連絡があり、学生と共に網野町を訪れた。三輪は網野町の琴引浜を高く評価した上で、1995年（平成7年）時点では環境汚染が進んでいたために、発音特性を回復する手段を研究するデータ収集と、観光客への鳴き砂教育機能を備えた公的機関の設立を望んだ。

### 開館
1987年（昭和62年）に「琴引浜鳴り砂を守る会」が地域住民により設立され、琴引浜の環境を保護する活動が活発になっていった。
2001年（平成13年）8月には琴引浜鳴き砂文化館の起工式が行われ、2002年（平成14年）7月に竣工式が、同年10月に琴引浜鳴き砂文化館の開館記念式典が行われた。同年10月20日、琴引浜の近くに日本初の鳴き砂専門館として開館した。開館を記念して、10月19日と10月20日には網野町で「2002 全国鳴き砂サミット in 網野」が開催された。入館者は、2008年（平成20年）春には8万人を突破した。玄関前に三輪の功績を称える記念碑が設置され、2008年（平成20年）10月18日に除幕式が行われた。前京都府知事の荒巻禎一が「鳴き砂の父 三輪茂雄先生之碑」と揮毫している。
2015年（平成27年）6月25日にはアメリカ合衆国のキャロライン・ケネディ駐日大使が来館した。アメリカ合衆国のマサチューセッツ州マンチェスター・バイ・ザ・シーにも鳴き砂のビーチがあるため、ケネディ駐日大使の提案によって京丹後市立島津小学校とマンチェスター・バイ・ザ・シーのメモリアル小学校との交流が開始された。

## 展示とワークショップ

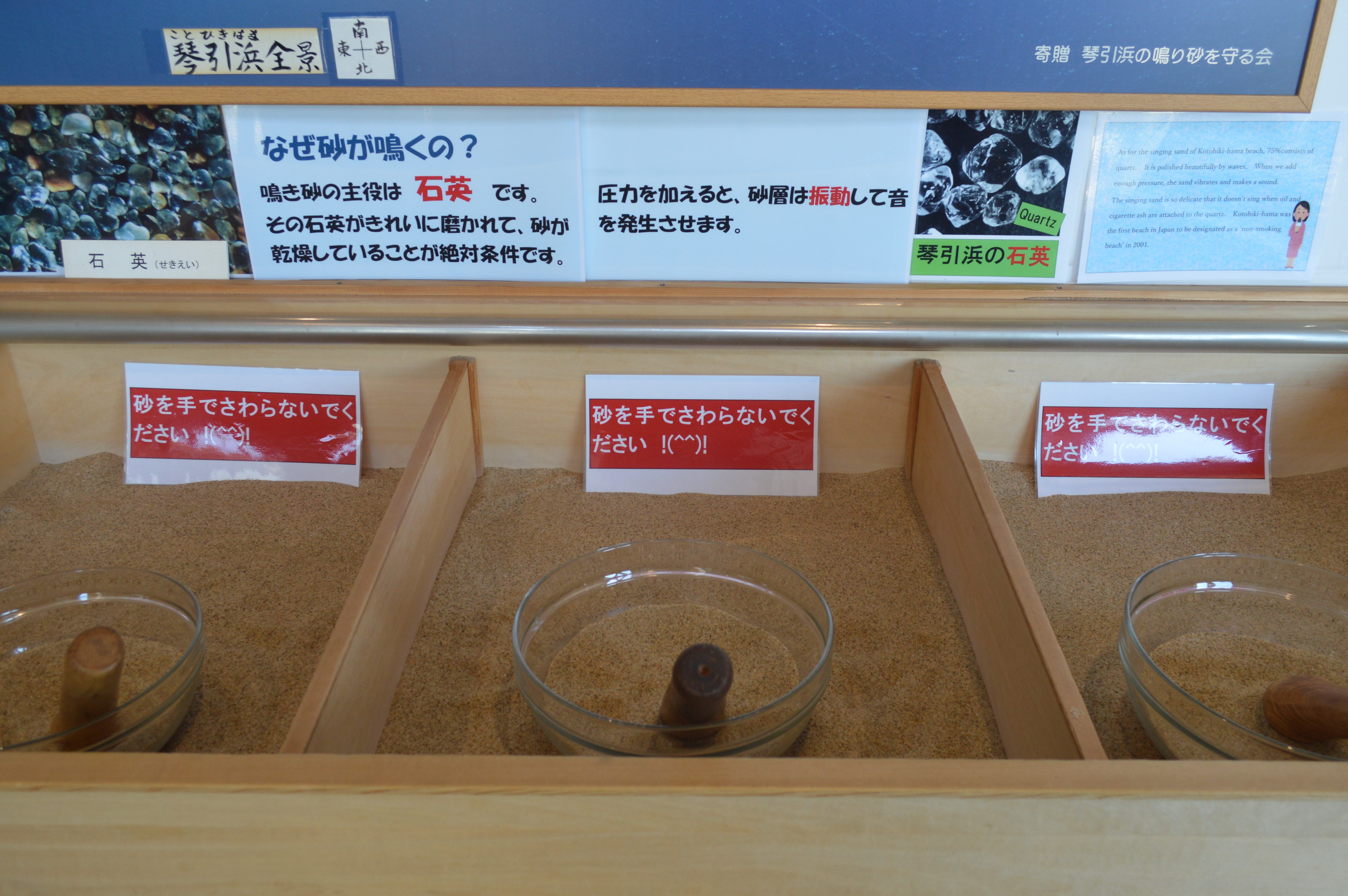
鳴き砂体験コーナー

- 鳴き砂体験コーナー（1階） - 鳴き砂を体験することができる[19]。
- 世界・日本の鳴き砂コーナー（2階） - 世界各地・日本各地の鳴き砂があるビーチについて紹介している[19]。
- 漂着物コーナー（2階） - 世界各地から琴引浜への漂着物を展示している[19]。
- 集会室（1階） - 40人収容であり集会や会議、ワークショップに活用される[19]。
- ラウンジ（2階） - 日本海を望むことができる[19]。

1階では鳴き砂体験コーナーとワークショップ、2階では世界や日本の鳴き砂を展示している。
1階の主な展示物は、ガマガエルの鳴き声のように聴こえることから「カエルのゆりかご」と呼ばれる、水中でも鳴く砂の実験装置が入り口に設置されている。一般的に鳴き砂は乾いていないと鳴かないが、石英の純度が100％に近いオーストラリアのフラタリー海岸などでは水中においても砂が鳴く。なお日本の海岸の鳴き砂は自然のままでは鳴くことがない。ほかにも鳴き砂が汚れると鳴かない現象の体験、容器の大きさで8音階に音が変わるドミソの鳴き砂の体験のコーナー、微小貝の観察コーナーがある。鳴き砂は汚れると鳴かなくなるが、海に戻して自然の力で洗われると石英が主な砂は磨かれ、鳴き砂へと変わり再び鳴くようになる。
ワークショップは、2007年（平成19年）春からスタッフの発案で開始された。琴引浜の貝殻や小石やビーチグラスを使った万華鏡や文鎮、貝殻ペンダント、写真フレームなどを手作りして持ち帰ることができ、人気を博している。
2階の主な展示物は、国際自然保護連合の絶滅危惧種指定のウミガメ・オサガメの剥製、世界と日本各地の鳴き砂紹介のパネル、琴引浜に漂着した医療廃棄物、漁業関係品、世界各地の使い捨てライター、ナホトカ号重油災害記録パネル、マイクロプラスチックなどの廃棄物紹介パネルがある。世界の鳴き砂のコーナーでは、クフ王のピラミッドから出てきた鳴き砂も展示されている。調査では、琴引浜の鳴き砂に似ているとされている。琴引浜の漂着物は、日本海に運び込まれた物が北西の季節風に押され海岸に打ち上げられる。そのため琴引浜ならではのさまざまな漂着物が紹介されている。

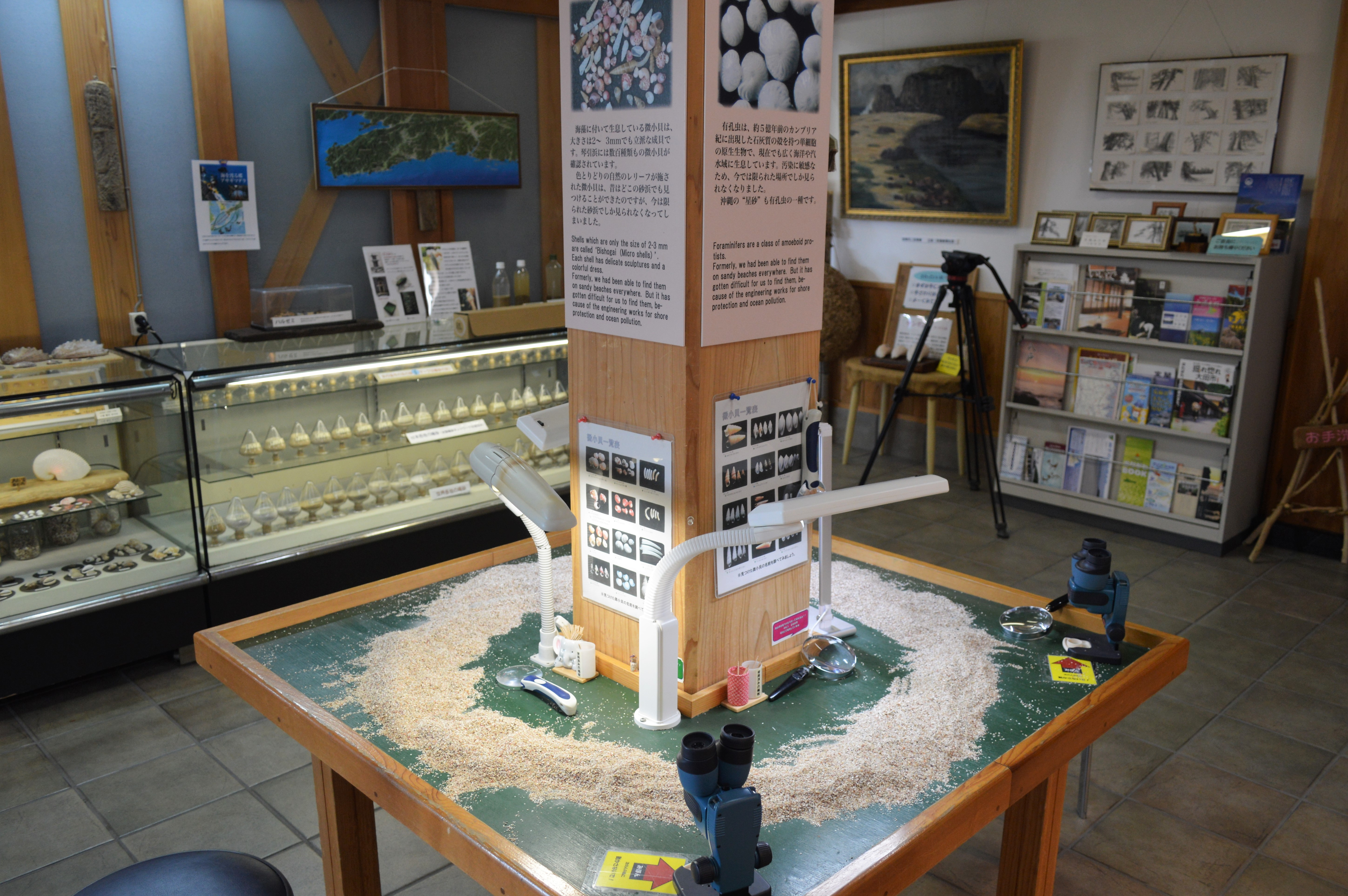
1階にある体験コーナー
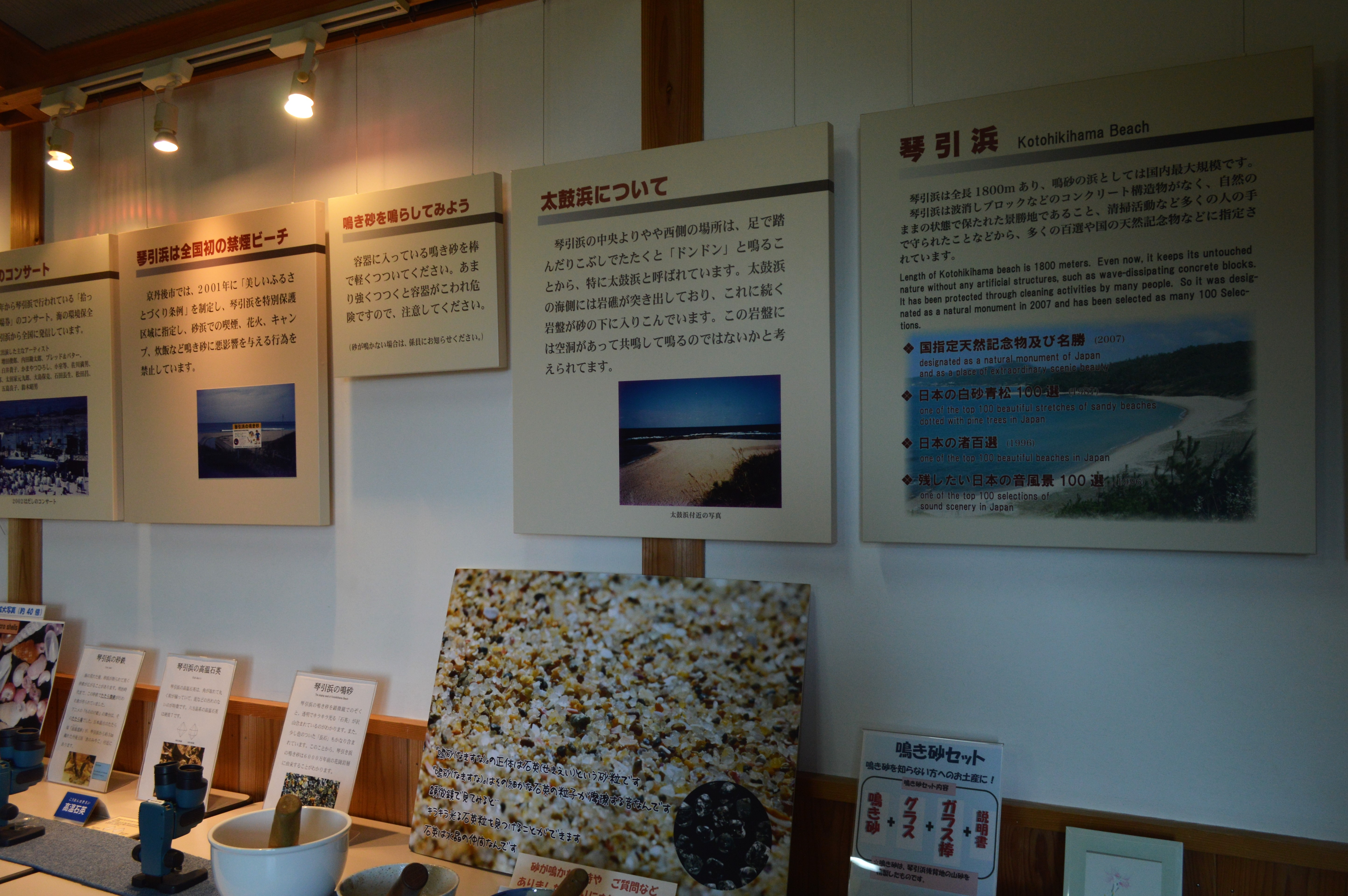
1階の展示
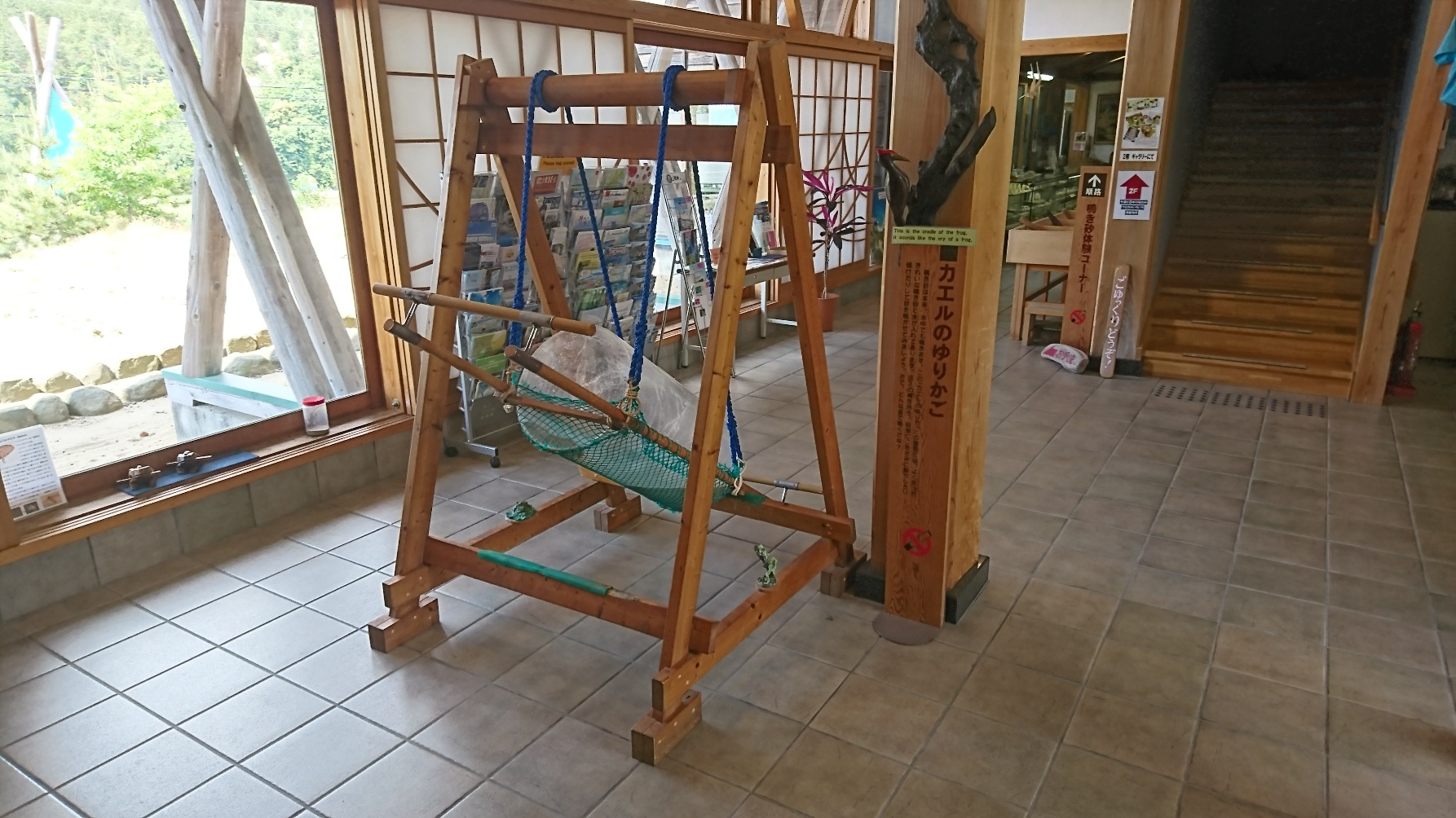
1階「カエルのゆりかご」
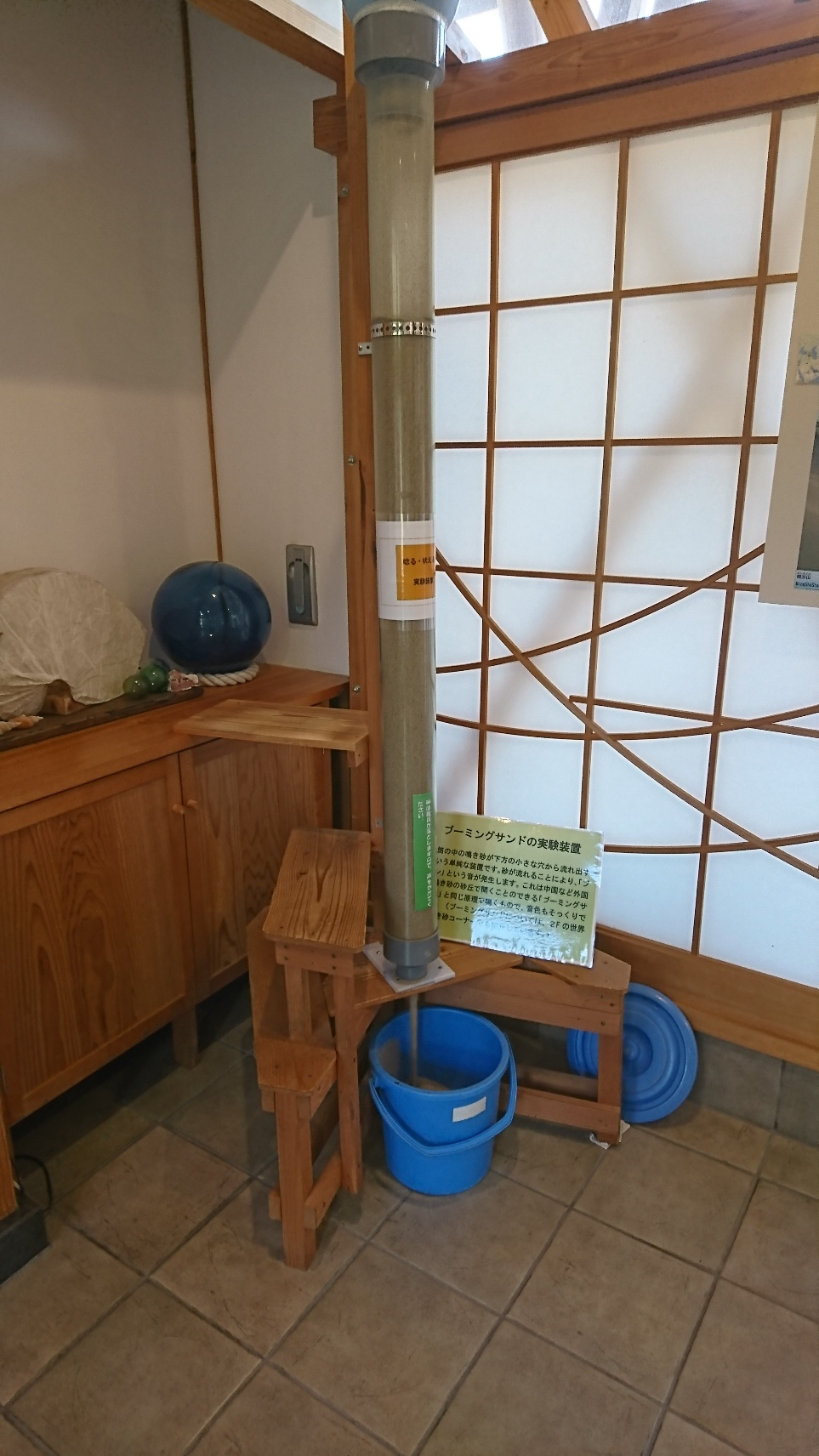
1階「ブーミングサンド」
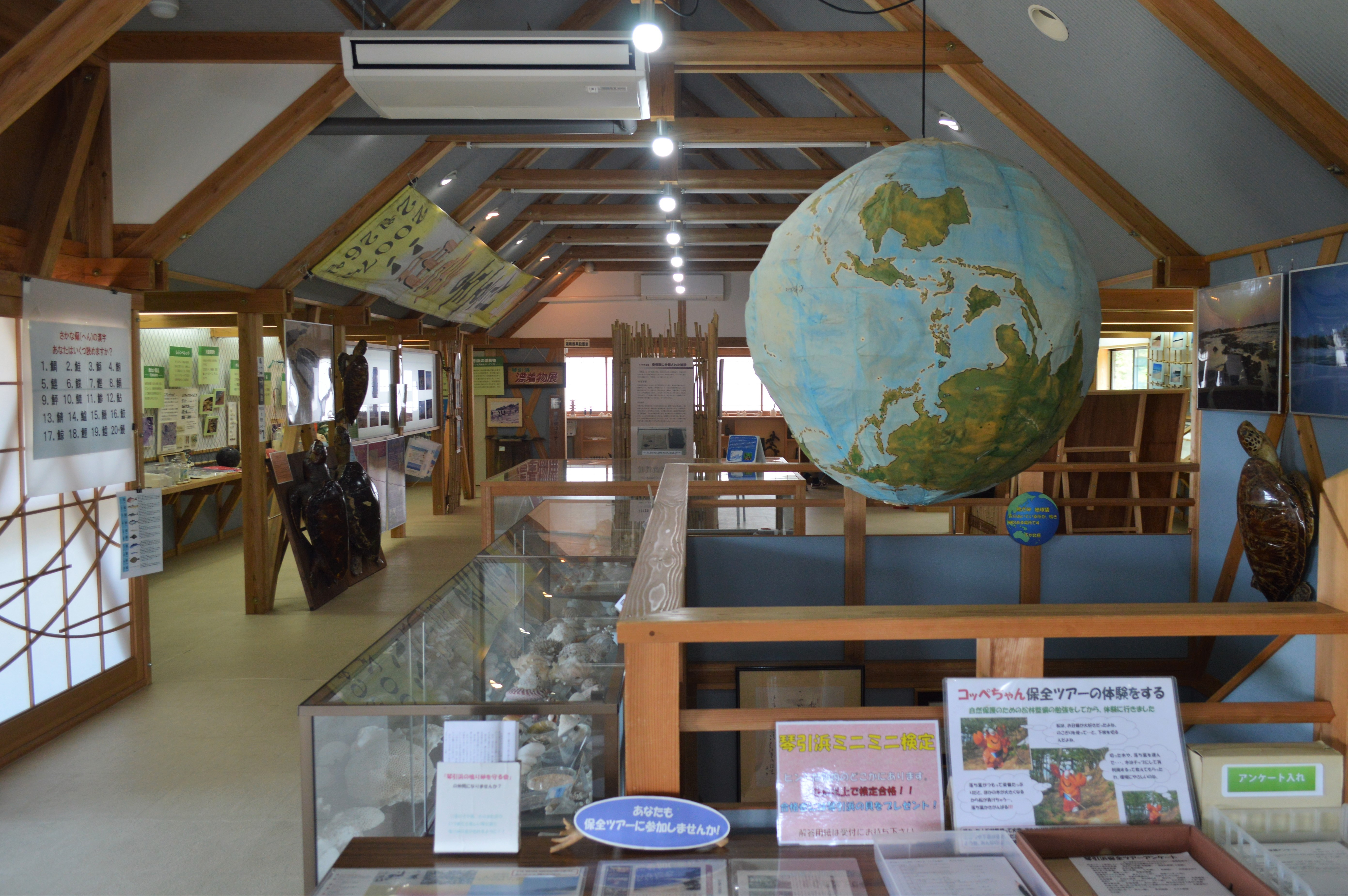
2階の展示
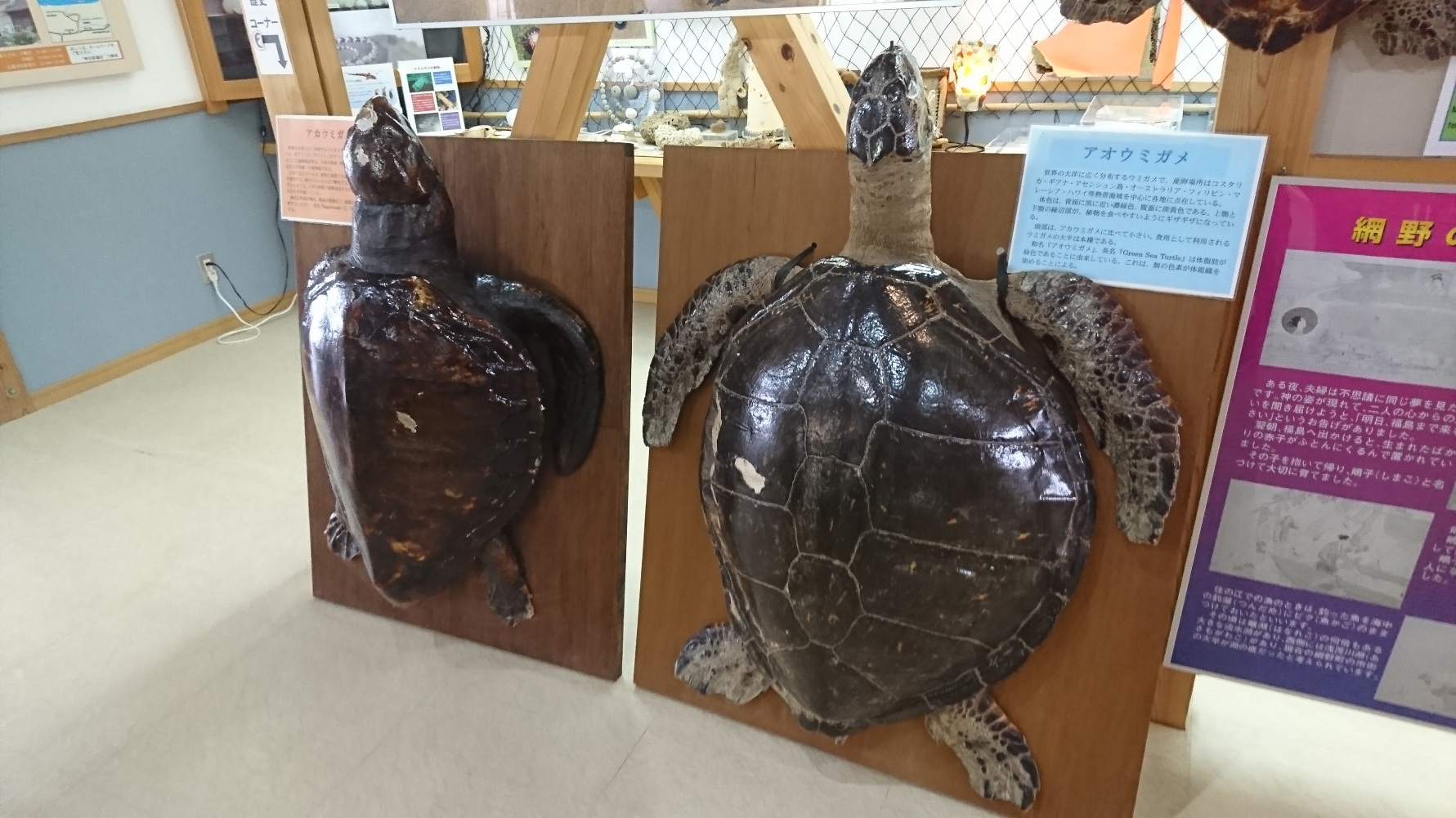
2階の展示ウミガメ

## 利用案内
- 開館時間
  - 午前9時-午後5時
- 休館日

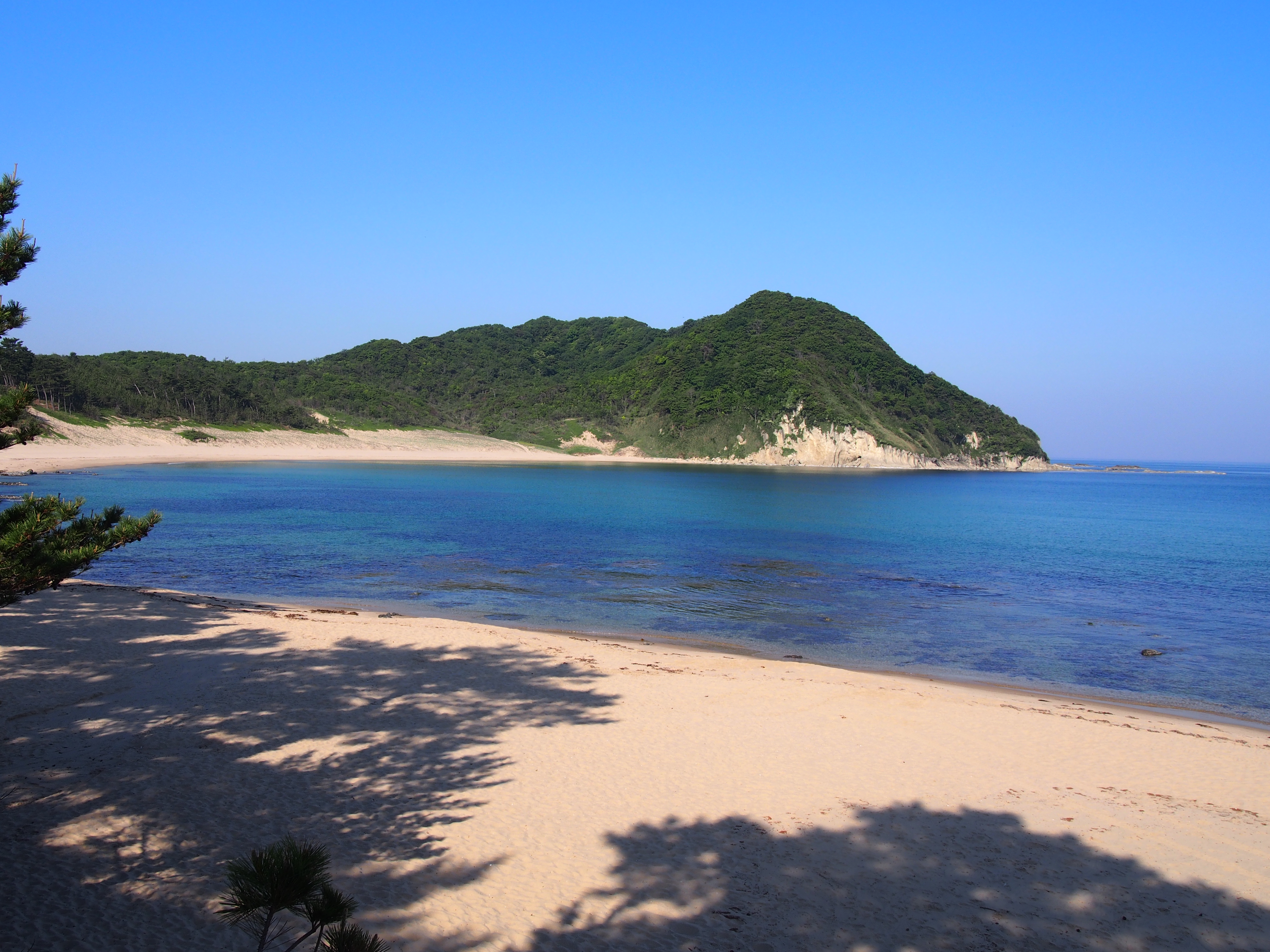
琴引浜

  - 毎週火曜日（祝日の場合は翌日、7月20日-8月31日は無休）
  - 12月28日-1月3日
- 観覧料	
  - 大人 : 300円
  - 小中学生 : 100円
  - 障がい者  : 無料
- 駐車場 : 小型30台、大型バス3台

## 琴引浜の鳴り砂を守る会
琴引浜鳴き砂文化館開館前の1987年（昭和62年）には琴引浜の鳴り砂を守る会が設立され、様々な鳴き砂保護活動に取り組んでいる。2008年（平成20年）に琴引浜が国の天然記念物及び名勝に指定されると、これを環境保全意識を高める契機ととらえ、記念シンポジウムやクリーンアップ作戦を展開した。
- 1987年（昭和62年）6月 - 設立[12]
- 1988年（昭和63年）10月 - 掛津川の水質検査開始
- 1989年（平成元年）9月 - 網野町に対して「八丁浜開発計画（CCZ計画）についての要請状」提出[12]
- 1989年（平成元年）3月 - 鳴り砂の保全対策について網野町と協議[12]
- 1990年（平成2年）7月 - 鳴り砂保護対策について協議を重ね、町の保護対策を策定[12]
- 1991年（平成3年）6月 - 網野町に対し「鳴り砂の保護と八丁浜埋立てに関する要望書」を提出[12]
- 1994年（平成6年）9月 - 初めての「全国鳴き砂サミット」が網野町で開催、全国鳴き砂ネットワーク準備会への参加
- 1995年（平成7年）5月 - 府民運動推進協議会より「府民運動実践団体」として表彰[12]
- 1995年（平成7年）6月 - 京都府知事より「自然環境保全功労者」として表彰
- 1995年（平成7年）12月 - ブルーバード計画（三輪茂雄の企画による網野町鳴き砂自然博物館建設計画）について網野町長に要望書を提出[12]
- 1996年（平成8年）2月 - 掛津川の浄化対策について網野町長に要望書を提出[12]
- 1996年（平成8年）5月 - 社会法人全国海岸協会より海岸功労者として表彰[12]
- 1997年（平成9年）1月 - 琴引浜に漂着する医療廃棄物の対策について厚生大臣に要望書を送付[12]
- 1997年（平成9年）4月 - 平成8年度網野町文化賞を受賞[12]
- 1998年（平成10年）1月 - 鳴き砂会館建設要望書を網野町長に提出[12]
- 2000年（平成12年）9月 - 日本ナショナルトラストヘリテイジセンター琴引浜鳴り砂文化館建設検討会議が開催
- 2001年（平成13年）5月 - 日本ナショナルトラストにより建設される「琴引浜鳴き砂文化館」第1回建設委員会が開催され、守る会も参画し、協議[12]
- 2002年（平成14年）10月20日 - 琴引浜鳴き砂文化館が開館
- 2002年（平成14年）10月 - 琴引浜鳴き砂文化館のオープンに伴い、守る会事務局を文化館に変更[12]
- 2003年（平成15年）1月 - 平成14年度地域づくり総務大臣表彰（住民参加まちづくり部門）を網野町が受賞[12]
- 2005年（平成17年）7月 - 日本沿岸域学会より表彰[12]

ほか清掃活動、漂着物調査、禁煙ビーチの取組、鳴砂保護の啓発活動など、活動は多岐にわたっている。